# Élections présidentielles sous la Cinquième République dans la Somme
Depuis l'adoption de la Constitution de la Cinquième République française en 1958, dix élections présidentielles ont eu lieu afin d'élire le président de la République. Cette page présente les résultats de ces élections dans la Somme.

## Synthèse des résultats du second tour
Jusqu'en 1995, la Somme avait tendance à voter plus à gauche que la France. C'est en particulier le cas en 1974 et 1995 où le département a placé en tête respectivement François Mitterrand (54,33 %) et Lionel Jospin (53,13 %) alors qu'au niveau national ont été élus Valéry Giscard d'Estaing (50,81 %) et Jacques Chirac (52,64 %). En 2012, François Hollande (54,41 %) obtient près de 3 points de plus qu'au niveau national. En 2017, Emmanuel Macron obtient 12 points de moins qu'au niveau national, Marine Le Pen atteignant 45,78%.En 2022, le département place pour la première fois Marine Le Pen en tête du second tour alors qu'au niveau national a été élu Emmanuel Macron (58,55%)
| 2022 | Emmanuel Macron (49,00 %) (France : 58,55 %) | Marine Le Pen (51,00 %) (France : 41,45 %) | 75,98 % (France : 71,99 %) | 7,75 % (France : 8,66 %) |

| 2017 | Emmanuel Macron (54,22 %) (France : 66,10 %) | Marine Le Pen (45,78 %) (France : 33,90 %) | 77,85 % (France : 77,77 %) | 2,18 % (France : 2,47 %) |

| 2012 | François Hollande (54,41 %) (France : 51,64 %) | Nicolas Sarkozy (45,59 %) (France : 48,36 %) | 81,85 % (France : 80,35 %) | 1,79 % (France : 5,82 %) |

| 2007 | Nicolas Sarkozy (50,46 %) (France : 53,06 %) | Ségolène Royal (49,54 %) (France : 46,94 %) | 84,31 % (France : 83,97 %) | 1,47 % (France : 4,20 %) |

| 2002 | Jacques Chirac (78,26 %) (France : 82,21 %) | J.-M. Le Pen (21,74 %) (France : 17,79 %) | 75,72 % (France : 79,71 %) | 3,37 % (France : 3,38 %) |

| 1995 | Jacques Chirac (46,87 %) (France : 52,64 %) | Lionel Jospin (53,13 %) (France : 47,36 %) | 82,75 % (France : 78,38 %) | 2,87 % (France : 2,81 %) |

| 1988 | François Mitterrand (60,04 %) (France : 54,02 %) | Jacques Chirac (39,96 %) (France : 45,98 % %) | 85,7 % (France : 81,35 %) | 2,16 % (France : 2,00 %) |

| 1981 | François Mitterrand (55,09 %) (France : 51,76 %) | Valéry Giscard d'Estaing (44,91 %) (France : 48,24 %) | 86,72 % (France : 81,09 %) | 1,7 % (France : 1,62 %) |

| 1974 | Valéry Giscard d'Estaing (45,67 %) (France : 50,81 %) | François Mitterrand (54,33 %) (France : 49,19 %) | 89,47 % (France : 84,23 %) | 1,1 % (France : 0,92 %) |

| 1969 | Georges Pompidou (54,91 %) (France : 58,21 %) | Alain Poher (45,09 %) (France : 41,79 %) | 84,31 % (France : 77,59 %) | 1,62 % (France : 1,29 %) |

| 1965 | Charles de Gaulle (53,85 %) (France : 55,20 %) | François Mitterrand (46,15 %) (France : 44,80 %) | 89,86 % (France : 84,75 %) | 1,22 % (France : 1,01 %) |

|  | ▲ |

## Résultats détaillés par scrutin

### 2022
Arrivé en tête du premier tour, le président sortant Emmanuel Macron (27,85 %) affronte Marine Le Pen (23,15 %), un duel identique à celui du scrutin de 2017. C'est la deuxième fois qu'un second tour opposant les mêmes candidats à deux scrutins présidentiels consécutifs a lieu après ceux où se sont affrontés Valéry Giscard d'Estaing et François Mitterrand en 1974 et 1981.
En troisième position avec 21,95 % des voix, Jean-Luc Mélenchon réalise le score le plus élevé de ses trois candidatures et arrive largement en tête de la gauche, mais échoue à accéder au second tour, avec environ 400 000 voix de moins que Marine Le Pen.
Une nouvelle fois, les partis politiques traditionnels sont absents du second tour, dans des proportions encore plus importantes que lors de la précédente élection. Le Parti socialiste et Les Républicains, représentés respectivement par Anne Hidalgo et Valérie Pécresse, s'effondrent avec des scores historiquement faibles et n'atteignent pas le seuil des 5 %, condition permettant d'être remboursé des frais de campagne.
Pour la première fois, les candidatures classées à l'extrême droite dépassent le seuil de 30 % des suffrages exprimés au premier tour tandis que les sondages d'opinion laissent annoncer un duel serré face au président sortant, la possibilité d'une victoire pour Marine Le Pen étant pour la première fois envisagée par ceux-ci.
Le second tour voit Emmanuel Macron l'emporter par 58,55 % des suffrages exprimés, permettant ainsi au président sortant d'entamer un second mandat. Le septennat ayant été aboli en 2000, il devient ainsi le premier président de la République française à être réélu pour un deuxième quinquennat, le deuxième président de la Cinquième République réélu hors période de cohabitation et le quatrième président de la Cinquième République réélu.
Dans la Somme, Marine Le Pen arrive en tête du premier tour avec 32,79% des exprimés, suivie de Emmanuel Macron (27,80%), Jean-Luc Mélenchon (17,51%) et de Éric Zemmour (5,65%). Au second tour, les électeurs ont voté à 51,00% pour Marine Le Pen contre 49,00% pour Emmanuel Macron avec un taux de participation de 75,98 % des inscrits.
| Candidats                | Candidats                | Partis                   | Premier tour | Premier tour | Second tour | Second tour |
| Candidats                | Candidats                | Partis                   | Voix         | %            | Voix        | %           |
| ------------------------ | ------------------------ | ------------------------ | ------------ | ------------ | ----------- | ----------- |
|                          | Marine Le Pen            | RN                       | 98 024       | 32,79        | 146 537     | 51,00       |
|                          | Emmanuel Macron          | LREM                     | 83 107       | 27,80        | 140 763     | 49,00       |
|                          | Jean-Luc Mélenchon       | LFI                      | 52 343       | 17,51        |             |             |
|                          | Éric Zemmour             | REC                      | 16 885       | 5,65         |             |             |
|                          | Valérie Pécresse         | LR                       | 11 380       | 3,81         |             |             |
|                          | Yannick Jadot            | EELV                     | 8 048        | 2,69         |             |             |
|                          | Fabien Roussel           | PCF                      | 7 706        | 2,58         |             |             |
|                          | Jean Lassalle            | RES                      | 7 371        | 2,47         |             |             |
|                          | Nicolas Dupont-Aignan    | DLF                      | 5 616        | 1,88         |             |             |
|                          | Anne Hidalgo             | PS                       | 3 746        | 1,25         |             |             |
|                          | Nathalie Arthaud         | LO                       | 2 486        | 0,83         |             |             |
|                          | Philippe Poutou          | NPA                      | 2 206        | 0,74         |             |             |
|                          |                          |                          |              |              |             |             |
| Votes valides            | Votes valides            | Votes valides            | 298 918      | 97,25        | 287 300     | 92,24       |
| Votes blancs             | Votes blancs             | Votes blancs             | 4 837        | 1,57         | 16 982      | 5,45        |
| Votes nuls               | Votes nuls               | Votes nuls               | 3 614        | 1,18         | 7 177       | 2,30        |
| Total                    | Total                    | Total                    | 307 369      | 100          | 311 459     | 100         |
| Abstention               | Abstention               | Abstention               | 102 687      | 25,04        | 98 487      | 24,02       |
| Inscrits / participation | Inscrits / participation | Inscrits / participation | 410 056      | 74,96        | 409 946     | 75,98       |

### 2017
Le premier tour de l'élection présidentielle de 2017 voit s'affronter onze candidats. Emmanuel Macron arrive en tête devant Marine Le Pen et tous deux se qualifient pour le second tour. Néanmoins, avec François Fillon et Jean-Luc Mélenchon, les scores des quatre candidats ayant recueilli le plus de voix sont serrés (4,43 points entre le 1er et le 4e). Pour la première fois, aucun des candidats des deux partis politiques pourvoyeurs jusque-là des présidents de la Ve République, n'est présent au second tour. Celui-ci se tient le dimanche 7 mai et se solde par la victoire d'Emmanuel Macron, avec un total de 20 753 798 bulletins de vote en sa faveur, soit 66,10 % des suffrages exprimés, face à la candidate du Front national, qui recueille 33,90 %. Le scrutin est néanmoins marqué par une forte abstention et par un record de votes blancs ou nuls.
Dans la Somme, Marine Le Pen arrive en tête du premier tour avec 30,37 % des exprimés, suivie de Emmanuel Macron (21,75 %), Jean-Luc Mélenchon (18,61 %), François Fillon (16,22 %) et Nicolas Dupont-Aignan (4,84 %). Au second tour, les électeurs ont voté à 54,22 % pour Emmanuel Macron contre 45,78 % pour Marine Le Pen avec un taux de participation de 77,85 % des inscrits.
|             | FN          | Marine Le Pen         | 97 081  | 30,37 %    | 129 465 | 45,78 %    |  |  |
|             | EM          | Emmanuel Macron       | 69 520  | 21,75 %    | 153 326 | 54,22 %    |  |  |
|             | LFi         | Jean-Luc Mélenchon    | 59 491  | 18,61 %    |         |            |  |  |
|             | LR          | François Fillon       | 51 834  | 16,22 %    |         |            |  |  |
|             | DlF         | Nicolas Dupont-Aignan | 15 462  | 4,84 %     |         |            |  |  |
|             | PS          | Benoît Hamon          | 14 260  | 4,46 %     |         |            |  |  |
|             | NPA         | Philippe Poutou       | 3 661   | 1,15 %     |         |            |  |  |
|             | LO          | Nathalie Arthaud      | 3 111   | 0,97 %     |         |            |  |  |
|             | RES         | Jean Lassalle         | 2 365   | 0,74 %     |         |            |  |  |
|             | UPR         | François Asselineau   | 2 272   | 0,71 %     |         |            |  |  |
|             | SeP         | Jacques Cheminade     | 579     | 0,18 %     |         |            |  |  |
|             |             |                       |         |            |         |            |  |  |
|             |             |                       | Nombre  | % inscrits | Nombre  | % inscrits |  |  |
| Inscrits    | Inscrits    | Inscrits              | 409 014 |            | 408 957 |            |  |  |
| Abstentions | Abstentions | Abstentions           | 80 489  | 19,68 %    | 90 588  | 22,15 %    |  |  |
| Votants     | Votants     | Votants               | 328 525 | 80,32 %    | 318 369 | 77,85 %    |  |  |
|             |             |                       |         |            |         |            |  |  |
|             |             |                       |         | % votants  |         | % votants  |  |  |
| Blancs      | Blancs      | Blancs                | 6 124   | 1,5 %      | 25 978  | 6,35 %     |  |  |
| Nuls        | Nuls        | Nuls                  | 2 765   | 0,68 %     | 9 600   | 2,35 %     |  |  |
| Exprimés    | Exprimés    | Exprimés              | 319 636 | 78,15 %    | 282 791 | 69,15 %    |  |  |

### 2012
Dans la Somme, François Hollande arrive en tête du premier tour avec 28,37 % des exprimés, suivi de Nicolas Sarkozy (23,9 %), Marine Le Pen (23,77 %), Jean-Luc Mélenchon (11 %) et François Bayrou (7,31 %). C'est la première fois qu'un président sortant est ainsi devancé. François Hollande (28 %) a ainsi devancé Nicolas Sarkozy et Marine Le Pen dans la plupart des grandes villes comme Amiens (33 %), Abbeville et Albert (31 %), Péronne (29 %) ou Montdidier (32 %).
Derrière, les candidats de l'UMP et du FN se sont placés au coude à coude (près 24 % chacun). La candidate frontiste a réalisé ses meilleurs scores sur la côte (où les candidats CPNT faisaient auparavant de bons résultats) notamment dans les cantons de Rue (28,4 %), de Saint-Valery-sur-Somme (27 %) ou de Nouvion (26,9 %). Sa présence est aussi forte dans l'est du département où elle réalise 32,6 % dans le canton de Roisel ou 29,2 % dans le canton de Chaulnes.
Plus loin le candidat Front de Gauche, Jean-Luc Mélenchon redonne vie aux bastions communistes tel que le Vimeu (19,4 % dans les canton de Friville-Escarbotin et 16 % dans le canton d'Ault) ou la banlieue amiénoise (19,9 % dans la cité cheminote de Longueau). Mais il est généralement distancé par les 3 gros candidats dans le reste du département, obtenant 11 % (un peu en dessous de son score national).
Au second tour, les électeurs ont voté à 54,41 % pour François Hollande contre 45,59 % pour Nicolas Sarkozy avec un taux de participation de 82,12 % des inscrits. Lors du second tour, François Hollande est arrivé en tête dans toutes les grandes villes de la Somme : Amiens (59,8 %), Abbeville (56,9 %), Roye (62,6 %), Péronne (53,7 %), Montdidier (60,7 %), Corbie (61,1 %) ou Doullens (56,2 %). Le candidat PS réalise ses meilleurs scores dans les fiefs communistes : Longueau (74 %) ou Friville-Escarbotin (66,9 %).
|                | PS             | François Hollande     | 93 379  | 28,37 %    | 170 529 | 54,41 %    |  |  |
|                | UMP            | Nicolas Sarkozy       | 78 680  | 23,9 %     | 142 894 | 45,59 %    |  |  |
|                | FN             | Marine Le Pen         | 78 250  | 23,77 %    |         |            |  |  |
|                | FG             | Jean-Luc Mélenchon    | 36 213  | 11 %       |         |            |  |  |
|                | MoDem          | François Bayrou       | 24 066  | 7,31 %     |         |            |  |  |
|                | DLF            | Nicolas Dupont-Aignan | 6 653   | 2,02 %     |         |            |  |  |
|                | NPA            | Philippe Poutou       | 4 222   | 1,28 %     |         |            |  |  |
|                | EELV           | Éva Joly              | 4 031   | 1,22 %     |         |            |  |  |
|                | LO             | Nathalie Arthaud      | 2 917   | 0,89 %     |         |            |  |  |
|                | S&P            | Jacques Cheminade     | 726     | 0,22 %     |         |            |  |  |
|                |                |                       |         |            |         |            |  |  |
|                |                |                       | Nombre  | % inscrits | Nombre  | % inscrits |  |  |
| Inscrits       | Inscrits       | Inscrits              | 409 444 |            | 409 366 |            |  |  |
| Abstentions    | Abstentions    | Abstentions           | 74 295  | 18,15 %    | 73 189  | 17,88 %    |  |  |
| Votants        | Votants        | Votants               | 335 149 | 81,85 %    | 336 177 | 82,12 %    |  |  |
|                |                |                       |         |            |         |            |  |  |
|                |                |                       |         | % votants  |         | % votants  |  |  |
| Blancs ou nuls | Blancs ou nuls | Blancs ou nuls        | 6 012   | 1,79 %     | 22 754  | 6,77 %     |  |  |
| Exprimés       | Exprimés       | Exprimés              | 329 137 | 98,21 %    | 313 423 | 98,21 %    |  |  |

### 2007
Dans la Somme, Nicolas Sarkozy arrive en tête du premier tour avec 27,73 % des exprimés, suivi de Ségolène Royal (24,89 %), Jean-Marie Le Pen (14,36 %), François Bayrou (14,29 %) et Olivier Besancenot (5,88 %). Au second tour, les électeurs ont voté à 50,46 % pour Nicolas Sarkozy contre 49,54 % pour Ségolène Royal avec un taux de participation de 85,1 % des inscrits. Contrairement au niveau national, François Bayrou ne suit pas dans le classement, remplacé par Jean-Marie Le Pen. Du côté des chasseurs, CPNT s'effondre par rapport à 2002 où Jean Saint-Josse avait récolté 12,1 %. Frédéric Nihous n'a obtenu un score à deux chiffres que dans le canton de Saint-Valery-sur-Somme (12,3 %).
À gauche de l'échiquier, le PCF s'effondre totalement, n'ayant recueilli que 2,3 %. Les conflits internes entre les partisans de Maxime Gremetz (Colère et espoir (Communistes dissidents  en Somme)) et les fidèles à la ligne nationale n'y sont certainement pas étrangers. De plus, le rassemblement anti-libéral puis son explosion n'auront vraiment pas fait recette. Même effondrement pour Arlette Laguiller qui ne réalise que 2,5 % face aux 8 % de 2002. Seul Olivier Besancenot réalise un assez bon score bénéficiant des voix traditionnellement communistes (sauf dans le Vimeu où le PCF résiste un peu). Enfin le vote écologiste baisse aussi, passant de 3,6 % à 1,1 %, mais cette fois-ci ce n'est pas CPNT qui en aura profité.
|                | UMP            | Nicolas Sarkozy      | 94 514  | 27,73 %    | 168 317 | 50,46 %    |  |  |
|                | PS             | Ségolène Royal       | 84 835  | 24,89 %    | 165 280 | 49,54 %    |  |  |
|                | FN             | Jean-Marie Le Pen    | 48 958  | 14,36 %    |         |            |  |  |
|                | UDF            | François Bayrou      | 48 694  | 14,29 %    |         |            |  |  |
|                | LCR            | Olivier Besancenot   | 20 055  | 5,88 %     |         |            |  |  |
|                | CPNT           | Frédéric Nihous      | 11 418  | 3,35 %     |         |            |  |  |
|                | LO             | Arlette Laguiller    | 8 254   | 2,42 %     |         |            |  |  |
|                | GPA            | Marie-George Buffet  | 7 751   | 2,27 %     |         |            |  |  |
|                | MPF            | Philippe de Villiers | 7 445   | 2,18 %     |         |            |  |  |
|                | Les Verts      | Dominique Voynet     | 4 002   | 1,17 %     |         |            |  |  |
|                | SE             | José Bové            | 3 551   | 1,04 %     |         |            |  |  |
|                | CNRSP          | Gérard Schivardi     | 1 349   | 0,4 %      |         |            |  |  |
|                |                |                      |         |            |         |            |  |  |
|                |                |                      | Nombre  | % inscrits | Nombre  | % inscrits |  |  |
| Inscrits       | Inscrits       | Inscrits             | 410 269 |            | 410 186 |            |  |  |
| Abstentions    | Abstentions    | Abstentions          | 64 372  | 15,69 %    | 61 120  | 14,9 %     |  |  |
| Votants        | Votants        | Votants              | 345 897 | 84,31 %    | 349 066 | 85,1 %     |  |  |
|                |                |                      |         |            |         |            |  |  |
|                |                |                      |         | % votants  |         | % votants  |  |  |
| Blancs ou nuls | Blancs ou nuls | Blancs ou nuls       | 5 071   | 1,47 %     | 15 469  | 4,43 %     |  |  |
| Exprimés       | Exprimés       | Exprimés             | 340 826 | 98,53 %    | 333 597 | 95,57 %    |  |  |

### 2002
Dans la Somme, Jacques  Chirac arrive en tête du premier tour avec 17,59 % des exprimés, suivi de Jean-Marie  Le Pen (16,31 %), Lionel  Jospin (13,93 %), Jean  Saint-Josse (12,1 %) et Arlette Laguiller (7,99 %).
Traditionnellement à gauche lors des présidentielles précédentes, la Somme a donné lors de ces élections une majorité à la droite, extrême droite et CPNT. En effet le président RPR sortant maintient ses scores de 1995, en arrivant notamment en tête à Amiens (18,3 %) ou Abbeville (20,5 %) et il réalise ses meilleurs résultats dans les cantons de Oisemont et de Hornoy-le-Bourg. Par contre, le candidat socialiste perd 10 points et termine troisième derrière Jean-Marie Le Pen qui a fait une percée dans l'est du département où il est arrivé en tête sur 14 cantons comme ceux de Roisel (23,3 %), de Roye (19,8 %) ou de Péronne (18,5 %). François Bayrou réalise un assez bon résultat à Amiens, la ville du député UDF Gilles de Robien.
Autour de la Baie de Somme, le candidat CPNT fait le plein de voix dans ce territoire des chasseurs du gibier d'eau en colère. Jean Saint-Josse y fait d'ailleurs son meilleur score au niveau cantonal avec 35,4 % dans le canton de Rue, mais aussi 30,6 % dans le canton de Saint-Valery-sur-Somme et 29,9 % dans celui de Nouvion.
Autre constat à la vue des résultats du premier tour, le PCF s'écroule face aux formation d'extrême-gauche. En effet, Robert Hue est largement distancé par la candidate trotskiste, Arlette Laguiller et il dépasse de peu Olivier Besancenot. Même dans le solide bastion du Vimeu, qui détient 3 conseillers généraux communistes depuis 1998, les voix se sont dispersées entre les candidats CPNT (qui arrive en tête), d'extrême-gauche (totalisant 10,5 % dans le canton de Friville-Escarbotin); Robert Hue n'y atteint que 13,1 % (contre 26 % en 1995).
Malgré de nombreux soutiens dans le département, Jean-Pierre Chevènement ne réalise que 4,18 %, et les autres petits candidats se trouvent en dessous des 4 %.
Au second tour, les électeurs ont voté à 78,26 % pour Jacques  Chirac contre 21,74 % pour Jean-Marie  Le Pen avec un taux de participation de 81,36 % des inscrits. À noter que Jean-Marie Le Pen réalise un score plus élevé qu'au niveau national, notamment à l'est du département (31 % dans le canton de Roisel) mais aussi sur la côte où le report des voix chasseurs a du être bénéfique (28,8 % dans le canton de Rue). L'abstention a baissé de 5,64 point mais le vote blanc ou nul a doublé.
|                | RPR            | Jacques Chirac          | 51 488  | 17,59 %    | 237 353 | 78,26 %    |  |  |
|                | FN             | Jean-Marie Le Pen       | 47 729  | 16,31 %    | 65 949  | 21,74 %    |  |  |
|                | PS             | Lionel Jospin           | 40 764  | 13,93 %    |         |            |  |  |
|                | CPNT           | Jean Saint-Josse        | 35 413  | 12,1 %     |         |            |  |  |
|                | LO             | Arlette Laguiller       | 23 372  | 7,99 %     |         |            |  |  |
|                | UDF            | François Bayrou         | 18 730  | 6,4 %      |         |            |  |  |
|                | PC             | Robert Hue              | 13 109  | 4,48 %     |         |            |  |  |
|                | LCR            | Olivier Besancenot      | 12 864  | 4,4 %      |         |            |  |  |
|                | MC             | Jean-Pierre Chevènement | 12 240  | 4,18 %     |         |            |  |  |
|                | Les Verts      | Noël Mamère             | 10 704  | 3,66 %     |         |            |  |  |
|                | DL             | Alain Madelin           | 7 570   | 2,59 %     |         |            |  |  |
|                | MNR            | Bruno Mégret            | 6 351   | 2,17 %     |         |            |  |  |
|                | Cap21          | Corinne Lepage          | 4 643   | 1,59 %     |         |            |  |  |
|                | PRG            | Christiane Taubira      | 3 609   | 1,23 %     |         |            |  |  |
|                | FRS            | Christine Boutin        | 2 451   | 0,84 %     |         |            |  |  |
|                | PT             | Daniel Gluckstein       | 1 598   | 0,55 %     |         |            |  |  |
|                |                |                         |         |            |         |            |  |  |
|                |                |                         | Nombre  | % inscrits | Nombre  | % inscrits |  |  |
| Inscrits       | Inscrits       | Inscrits                | 399 972 |            | 399 841 |            |  |  |
| Abstentions    | Abstentions    | Abstentions             | 97 116  | 24,28 %    | 74 543  | 18,64 %    |  |  |
| Votants        | Votants        | Votants                 | 302 856 | 75,72 %    | 325 298 | 81,36 %    |  |  |
|                |                |                         |         |            |         |            |  |  |
|                |                |                         |         | % votants  |         | % votants  |  |  |
| Blancs ou nuls | Blancs ou nuls | Blancs ou nuls          | 10 221  | 3,37 %     | 21 996  | 6,76 %     |  |  |
| Exprimés       | Exprimés       | Exprimés                | 292 635 | 96,63 %    | 303 302 | 93,24 %    |  |  |

### 1995
Après une nouvelle cohabitation et alors que la droite est particulièrement divisée entre Chirac et le Premier ministre Balladur, Jospin réussit à arriver en tête au premier tour de l'élection présidentielle de 1995, malgré la très lourde défaite de la gauche aux législatives de 1993. Au second tour, il est battu par Chirac.
Dans la Somme, Lionel Jospin arrive en tête du premier tour avec 22,79 % des exprimés, suivi de Jacques Chirac (18,85 %), Édouard Balladur (16,99 %), Jean-Marie Le Pen (15,24 %) et Robert Hue (12,43 %). Au second tour, les électeurs ont voté à 53,13 % pour Lionel Jospin contre 46,87 % pour Jacques Chirac avec un taux de participation de 83,39 % des inscrits.
|                | PS             | Lionel Jospin        | 71 669  | 22,79 %    | 163 254 | 53,13 %    |  |  |
|                | RPR            | Jacques Chirac       | 59 294  | 18,85 %    | 144 034 | 46,87 %    |  |  |
|                | RPR            | Édouard Balladur     | 53 438  | 16,99 %    |         |            |  |  |
|                | FN             | Jean-Marie Le Pen    | 47 927  | 15,24 %    |         |            |  |  |
|                | PC             | Robert Hue           | 39 081  | 12,43 %    |         |            |  |  |
|                | LO             | Arlette Laguiller    | 18 431  | 5,86 %     |         |            |  |  |
|                | MPF            | Philippe de Villiers | 16 142  | 5,13 %     |         |            |  |  |
|                | Les Verts      | Dominique Voynet     | 7 656   | 2,43 %     |         |            |  |  |
|                | S&P            | Jacques Cheminade    | 876     | 0,28 %     |         |            |  |  |
|                |                |                      |         |            |         |            |  |  |
|                |                |                      | Nombre  | % inscrits | Nombre  | % inscrits |  |  |
| Inscrits       | Inscrits       | Inscrits             | 391 302 |            | 390 933 |            |  |  |
| Abstentions    | Abstentions    | Abstentions          | 67 510  | 17,25 %    | 64 938  | 16,61 %    |  |  |
| Votants        | Votants        | Votants              | 323 792 | 82,75 %    | 325 995 | 83,39 %    |  |  |
|                |                |                      |         |            |         |            |  |  |
|                |                |                      |         | % votants  |         | % votants  |  |  |
| Blancs ou nuls | Blancs ou nuls | Blancs ou nuls       | 9 278   | 2,87 %     | 18 707  | 5,74 %     |  |  |
| Exprimés       | Exprimés       | Exprimés             | 314 514 | 97,13 %    | 307 288 | 94,26 %    |  |  |

### 1988
Après deux ans de cohabitation, Mitterrand affronte le Premier ministre Chirac lors de l'élection présidentielle de 1988. Le Pen obtient au premier tour un score jusque-là sans précédent pour un parti d'extrême droite. Au second tour, Mitterrand est facilement réélu.
Dans la Somme, François Mitterrand arrive en tête du premier tour avec 36,68 % des exprimés, suivi de Jacques Chirac (16,9 %), Raymond Barre (14,85 %), Jean-Marie Le Pen (13,8 %) et André Lajoinie (10,07 %). Au second tour, les électeurs ont voté à 60,04 % pour François Mitterrand contre 39,96 % pour Jacques Chirac avec un taux de participation de 88,11 % des inscrits.
|                | PS                    | François Mitterrand | 117 217 | 36,68 %    | 194 270 | 60,04 %    |  |  |
|                | RPR                   | Jacques Chirac      | 53 997  | 16,9 %     | 129 277 | 39,96 %    |  |  |
|                | SE                    | Raymond Barre       | 47 458  | 14,85 %    |         |            |  |  |
|                | FN                    | Jean-Marie Le Pen   | 44 095  | 13,8 %     |         |            |  |  |
|                | PC                    | André Lajoinie      | 32 181  | 10,07 %    |         |            |  |  |
|                | Les Verts             | Antoine Waechter    | 9 171   | 2,87 %     |         |            |  |  |
|                | LO                    | Arlette Laguiller   | 8 390   | 2,63 %     |         |            |  |  |
|                | Communiste rénovateur | Pierre Juquin       | 5 808   | 1,82 %     |         |            |  |  |
|                | MPT                   | Pierre Boussel      | 1 246   | 0,39 %     |         |            |  |  |
|                |                       |                     |         |            |         |            |  |  |
|                |                       |                     | Nombre  | % inscrits | Nombre  | % inscrits |  |  |
| Inscrits       | Inscrits              | Inscrits            | 381 128 |            | 380 852 |            |  |  |
| Abstentions    | Abstentions           | Abstentions         | 54 494  | 14,3 %     | 45 301  | 11,89 %    |  |  |
| Votants        | Votants               | Votants             | 326 634 | 85,7 %     | 335 551 | 88,11 %    |  |  |
|                |                       |                     |         |            |         |            |  |  |
|                |                       |                     |         | % votants  |         | % votants  |  |  |
| Blancs ou nuls | Blancs ou nuls        | Blancs ou nuls      | 7 071   | 2,16 %     | 12 004  | 3,58 %     |  |  |
| Exprimés       | Exprimés              | Exprimés            | 319 563 | 97,84 %    | 323 547 | 96,42 %    |  |  |

### 1981
Lors de l'élection présidentielle de 1981, Giscard d'Estaing arrive en tête au premier tour et affronte, comme la fois précédente, Mitterrand. Pour la première fois, un président sortant est battu : Mitterrand devient le premier président de gauche de la Ve République.
Dans la Somme, Valéry Giscard d'Estaing arrive en tête du premier tour avec 26,49 % des exprimés, suivi de François Mitterrand (23,61 %), Georges Marchais (22,39 %), Jacques Chirac (16,48 %) et Brice Lalonde (3,24 %). Au second tour, les électeurs ont voté à 54,33 % pour François Mitterrand contre 44,91 % pour Valéry Giscard d'Estaing avec un taux de participation de 90,29 % des inscrits.
|                | UDF            | Valéry Giscard d'Estaing | 84 006  | 26,49 %    | 146 945 | 44,91 %    |  |  |
|                | PS             | François Mitterrand      | 74 884  | 23,61 %    | 180 223 | 55,09 %    |  |  |
|                | PC             | Georges Marchais         | 70 993  | 22,39 %    |         |            |  |  |
|                | RPR            | Jacques Chirac           | 52 271  | 16,48 %    |         |            |  |  |
|                | MEP            | Brice Lalonde            | 10 264  | 3,24 %     |         |            |  |  |
|                | LO             | Arlette Laguiller        | 9 334   | 2,94 %     |         |            |  |  |
|                | Divers droite  | Michel Debré             | 4 909   | 1,55 %     |         |            |  |  |
|                | MRG            | Michel Crépeau           | 4 774   | 1,51 %     |         |            |  |  |
|                | Divers droite  | Marie-France Garaud      | 3 253   | 1,03 %     |         |            |  |  |
|                | PSU            | Huguette Bouchardeau     | 2 442   | 0,77 %     |         |            |  |  |
|                |                |                          |         |            |         |            |  |  |
|                |                |                          | Nombre  | % inscrits | Nombre  | % inscrits |  |  |
| Inscrits       | Inscrits       | Inscrits                 | 372 040 |            | 371 978 |            |  |  |
| Abstentions    | Abstentions    | Abstentions              | 49 423  | 13,28 %    | 36 107  | 9,71 %     |  |  |
| Votants        | Votants        | Votants                  | 322 617 | 86,72 %    | 335 871 | 90,29 %    |  |  |
|                |                |                          |         |            |         |            |  |  |
|                |                |                          |         | % votants  |         | % votants  |  |  |
| Blancs ou nuls | Blancs ou nuls | Blancs ou nuls           | 5 487   | 1,7 %      | 8 703   | 2,59 %     |  |  |
| Exprimés       | Exprimés       | Exprimés                 | 317 130 | 98,3 %     | 327 168 | 97,41 %    |  |  |

### 1974
L'élection présidentielle de 1974 est une élection anticipée à la suite de la mort de Pompidou. Mitterrand, candidat unique de la gauche, est largement en tête au premier tour devant Giscard d'Estaing, qui distance lui-même Chaban-Delmas. Au terme d'une campagne animée, marquée par un débat télévisé tendu, Giscard d'Estaing l'emporte avec une très courte avance.
Dans la Somme, François Mitterrand arrive en tête du premier tour avec 47,29 % des exprimés, suivi de Valéry Giscard d'Estaing (26,99 %), Jacques Chaban-Delmas (15,74 %), Arlette Laguiller (3 %) et Jean Royer (2,35 %). Au second tour, les électeurs ont voté à 54,33 % pour François Mitterrand contre 45,67 % pour Valéry Giscard d'Estaing avec un taux de participation de 91,77 % des inscrits.
|                | PS             | François Mitterrand      | 133 035 | 47,29 %    | 156 201 | 54,33 %    |  |  |
|                | RI             | Valéry Giscard d'Estaing | 75 923  | 26,99 %    | 131 292 | 45,67 %    |  |  |
|                | UDR            | Jacques Chaban-Delmas    | 44 290  | 15,74 %    |         |            |  |  |
|                | LO             | Arlette Laguiller        | 8 437   | 3 %        |         |            |  |  |
|                | SE             | Jean Royer               | 6 601   | 2,35 %     |         |            |  |  |
|                | MDSF           | Émile Muller             | 5 707   | 2,03 %     |         |            |  |  |
|                | SE, écologiste | René Dumont              | 3 104   | 1,1 %      |         |            |  |  |
|                | FN             | Jean-Marie Le Pen        | 1 812   | 0,64 %     |         |            |  |  |
|                | FCR            | Alain Krivine            | 1 332   | 0,47 %     |         |            |  |  |
|                | NAR            | Bertrand Renouvin        | 459     | 0,16 %     |         |            |  |  |
|                | MFE            | Jean-Claude Sebag        | 440     | 0,16 %     |         |            |  |  |
|                |                |                          |         |            |         |            |  |  |
|                |                |                          | Nombre  | % inscrits | Nombre  | % inscrits |  |  |
| Inscrits       | Inscrits       | Inscrits                 | 317 902 |            | 317 878 |            |  |  |
| Abstentions    | Abstentions    | Abstentions              | 33 465  | 10,53 %    | 26 156  | 8,23 %     |  |  |
| Votants        | Votants        | Votants                  | 284 437 | 89,47 %    | 291 722 | 91,77 %    |  |  |
|                |                |                          |         |            |         |            |  |  |
|                |                |                          |         | % votants  |         | % votants  |  |  |
| Blancs ou nuls | Blancs ou nuls | Blancs ou nuls           | 3 125   | 1,1 %      | 4 229   | 1,45 %     |  |  |
| Exprimés       | Exprimés       | Exprimés                 | 281 312 | 98,9 %     | 287 493 | 98,55 %    |  |  |

### 1969
L'élection présidentielle de 1969 est une élection anticipée à la suite de la démission de De Gaulle. La gauche se lance désunie dans la course et, bien que Duclos (PCF) manque de le devancer, c'est le président par intérim Poher qui accède au second tour face à l'ex-Premier ministre Pompidou. Alors que Duclos refuse d'appeler à voter au second tour pour « bonnet blanc ou blanc bonnet », Pompidou est finalement largement élu.
Dans la Somme, Georges Pompidou arrive en tête du premier tour avec 39,99 % des exprimés, suivi de Jacques Duclos (28,94 %), Alain Poher (20,42 %), Gaston Defferre (4,36 %) et Michel Rocard (3,31 %). Au second tour, les électeurs ont voté à 54,91 % pour Georges Pompidou contre 45,09 % pour Alain Poher avec un taux de participation de 74,26 % des inscrits.
|                | UDR            | Georges Pompidou | 100 497 | 39,99 %    | 110 987 | 54,91 %    |  |  |
|                | PC             | Jacques Duclos   | 72 738  | 28,94 %    |         |            |  |  |
|                | CD             | Alain Poher      | 51 308  | 20,42 %    | 91 152  | 45,09 %    |  |  |
|                | SFIO           | Gaston Defferre  | 10 956  | 4,36 %     |         |            |  |  |
|                | PSU            | Michel Rocard    | 8 322   | 3,31 %     |         |            |  |  |
|                | SE             | Louis Ducatel    | 4 646   | 1,85 %     |         |            |  |  |
|                | LC             | Alain Krivine    | 2 846   | 1,13 %     |         |            |  |  |
|                |                |                  |         |            |         |            |  |  |
|                |                |                  | Nombre  | % inscrits | Nombre  | % inscrits |  |  |
| Inscrits       | Inscrits       | Inscrits         | 302 977 |            | 302 930 |            |  |  |
| Abstentions    | Abstentions    | Abstentions      | 47 536  | 15,69 %    | 77 967  | 25,74 %    |  |  |
| Votants        | Votants        | Votants          | 255 441 | 84,31 %    | 224 963 | 74,26 %    |  |  |
|                |                |                  |         |            |         |            |  |  |
|                |                |                  |         | % votants  |         | % votants  |  |  |
| Blancs ou nuls | Blancs ou nuls | Blancs ou nuls   | 4 128   | 1,62 %     | 22 824  | 10,15 %    |  |  |
| Exprimés       | Exprimés       | Exprimés         | 251 313 | 98,38 %    | 202 139 | 89,85 %    |  |  |

### 1965
L'élection présidentielle de 1965 est la première élection au suffrage universel direct à la suite du référendum d'octobre 1962. De Gaulle est mis en ballottage, à la surprise générale, par Mitterrand, candidat unique de la gauche. La campagne du second tour est axée sur l'Europe et les relations internationales ainsi que sur l'armement nucléaire. De Gaulle est finalement réélu avec une large avance.
Dans la Somme, Charles de Gaulle arrive en tête du premier tour avec 46,05 % des exprimés, suivi de François Mitterrand (35,46 %), Jean Lecanuet (12,24 %), Jean-Louis Tixier-Vignancour (3,87 %) et Pierre Marcilhacy (1,25 %). Au second tour, les électeurs ont voté à 53,85 % pour Charles de Gaulle contre 46,15 % pour François Mitterrand avec un taux de participation de 89,89 % des inscrits.
|                | UNR            | Charles de Gaulle            | 121 271 | 46,05 %    | 140 125 | 53,85 %    |  |  |
|                | CIR            | François Mitterrand          | 93 382  | 35,46 %    | 120 065 | 46,15 %    |  |  |
|                | MRP            | Jean Lecanuet                | 32 240  | 12,24 %    |         |            |  |  |
|                | SE             | Jean-Louis Tixier-Vignancour | 10 191  | 3,87 %     |         |            |  |  |
|                | PLE            | Pierre Marcilhacy            | 3 295   | 1,25 %     |         |            |  |  |
|                | SE             | Marcel Barbu                 | 2 952   | 1,12 %     |         |            |  |  |
|                |                |                              |         |            |         |            |  |  |
|                |                |                              | Nombre  | % inscrits | Nombre  | % inscrits |  |  |
| Inscrits       | Inscrits       | Inscrits                     | 296 674 |            | 296 549 |            |  |  |
| Abstentions    | Abstentions    | Abstentions                  | 30 095  | 10,14 %    | 29 985  | 10,11 %    |  |  |
| Votants        | Votants        | Votants                      | 266 579 | 89,86 %    | 266 564 | 89,89 %    |  |  |
|                |                |                              |         |            |         |            |  |  |
|                |                |                              |         | % votants  |         | % votants  |  |  |
| Blancs ou nuls | Blancs ou nuls | Blancs ou nuls               | 3 248   | 1,22 %     | 6 374   | 2,39 %     |  |  |
| Exprimés       | Exprimés       | Exprimés                     | 263 331 | 98,78 %    | 260 190 | 97,61 %    |  |  |